# Dewas Senior

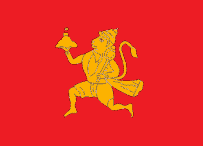
Furstendömets flagga

Dewas Senior (benämningen härstammar från tiden som brittisk vasallstat) var ett furstendöme i nuvarande distriktet Dewas i indiska delstaten Madhya Pradesh.
Staden Dewas var huvudstad för såväl Dewas Senior som Dewas Junior. Dewasstaten grundlades under första halvan av 1700-talet av två marathiska furstebröder, som kom till Malwa med peshwan Baji Rao 1728. Brödernas ättlingar indelas i var sin gren av familjen - senior respektive junior. Efter 1841 regerade vardera gren över sin del av den ursprungliga Dewasstaten. Uppdelningen var inte utan problem; det fanns inga naturliga gränser inom Dewas område. På huvudgatan i staden Dewas styrde Senior över ena sidan, och Junior över andra sidan av gatan. De olika regimerna hade också egna system för vatten och avlopp, och för gatubelysning.
Dewas Senior hade en yta på 446 kvadramiles och folkmängd om 62 312 invånare (1901). Dewas Senior slöt vänskapsavtal med Ostindiska kompaniet 1818. Vid Indiens självständighet överlämnade båda rajorna i Dewas sina riken till unionen, och de inkorporerades i delstaten Madhya Bharat, en delstat som senare uppgick i Madhya Pradesh.